# Coupe de la Ligue 2018-2019 (turni eliminatori)
I turni eliminatori della Coupe de la Ligue 2018-2019 si sono disputati tra il 14 agosto e il 31 ottobre 2018. Hanno partecipato a questa prima fase della competizione 28 club: 8 di essi si sono qualificati alla fase finale, composta da 16 squadre.

## Date
| Fase        | Turno         | Partita unica                       |                                     |
| ----------- | ------------- | ----------------------------------- | ----------------------------------- |
| Preliminari | Primo turno   | 14 agosto 2018                      | 14 agosto 2018                      |
| Preliminari | Secondo turno | 28 agosto 2018                      | 28 agosto 2018                      |
| Preliminari | Terzo turno   | 30-31 ottobre 2018 27 novembre 2018 | 30-31 ottobre 2018 27 novembre 2018 |

## Squadre

### Ligue 1
- Amiens
- Angers
- Caen
- Digione

- Guingamp
- Lilla
- Montpellier
- Nantes

- Nîmes
- Nizza
- Saint-Étienne
- Stade Reims

- Strasburgo
- Tolosa

### Ligue 2
- Ajaccio
- Auxerre
- AS Béziers
- Brest
- Châteauroux

- Clermont Foot
- Gazélec Ajaccio
- Grenoble
- Le Havre
- Lens

- Lorient
- Metz
- Nancy
- Niort
- Orléans

- Paris FC
- Red Star
- Sochaux
- Troyes
- Valenciennes

### Championnat National
- Bourg-en-Bresse
- Laval

- Red Star
- Tours

## Primo turno

### Tabellini
| Arbitro: | Lissorgue |

|  |           |              |
|  | Marcatori | 90+3’ Sagnan |

| Arbitro: | Perreau Niel |

|                        |           |  |
| Thiaré 15’, 63’ (rig.) | Marcatori |  |

| Arbitro: | Varela |

|  |           |                                |
|  | Marcatori | 26’, 51’ Pereira Lage 62’ Bayo |

| Arbitro: | Lavis |

|                |           |  |
| Bassouamina 1’ | Marcatori |  |

| Arbitro: | Mokhtari |

|                                |           |             |
| Niane 71’ (rig.), 90+5’ (rig.) | Marcatori | 17’ Chergui |

| Arbitro: | Delpech |

|                                             |                      |                                               |
| Chardonnet 73’ (aut.)                       | Marcatori            | 25’ Autret                                    |
| Robinet Madger Demirović Nando Sané Pendant | Tiri di rigore 3 – 4 | Autret Chardonnet Butin Pi Charbonnier Diallo |

| Arbitro: | Petit |

|           |           |                                |
| Rogie 30’ | Marcatori | 42’ Tchimbembé 45+1’ Raveloson |

| Arbitro: | Benchabane |

|                                  |                      |                         |
| Gbelle Azevedo Kouamé Lopez Bong | Tiri di rigore 3 – 4 | Mendes Nouri Laçi Cabit |

| Arbitro: | Lepaysant |

|              |           |  |
| Livolant 25’ | Marcatori |  |

| Arbitro: | Rouinsard |

|                                                         |                      |                                                    |
| Ziani 80’                                               | Marcatori            | 19’ Sidibé                                         |
| Bouby Le Tallec Tell El Khoumisti Ziani Demoncy Furtado | Tiri di rigore 6 – 5 | Elissalt Nouri Etou Sidibé Sissoko Cidinho Lingani |

| Arbitro: | Palhies |

|                              |           |                    |
| Mancini 40’, 49’ Bizet 90+3’ | Marcatori | 45+1’ (rig.) Gomis |

| Arbitro: | Dechepy |

|  |           |             |
|  | Marcatori | 26’ Edjouma |

### Risultati
| Squadra 1      | Risultato       | Squadra 2       |
| -------------- | --------------- | --------------- |
| 14 agosto 2018 |                 |                 |
| Tours          | 0 - 1           | Lens            |
| Le Havre       | 2 - 0           | Bourg-en-Bresse |
| Laval          | 0 - 3           | Clermont Foot   |
| Nancy          | 1 - 0           | Red Star        |
| Metz           | 2 - 1           | Grenoble        |
| Sochaux        | 1 - 1 (3-4 dtr) | Brest           |
| Quevilly-Rouen | 1 - 2           | Troyes          |
| Paris FC       | 0 - 0 (3-4 dtr) | Ajaccio         |
| Châteauroux    | 1 - 0           | Niort           |
| Orléans        | 1 - 1 (6-5 dtr) | AS Béziers      |
| Auxerre        | 3 - 1           | Gazélec Ajaccio |
| Valenciennes   | 0 - 1           | Lorient         |

## Secondo turno

### Tabellini
| Arbitro: | Millot |

|  |           |             |
|  | Marcatori | 21’ Courtet |

| Arbitro: | Palhies |

|                                                            |                      |                                                         |
| Gory 21’, 35’ Moussiti-Oko 49’                             | Marcatori            | 66’ Chardonnet 67’ Autret 79’ Castelletto               |
| Mayembo Basque Ferhat Ozdemir Moussiti-Oko Lekhal Assifuah | Tiri di rigore 6 – 5 | Autret Chardonnet Butin Belkebla Charbonnier Pi Bernard |

| Arbitro: | Benchabane |

|                                |                      |                                         |
| Bassouamina 75’                | Marcatori            | 60’ Demoncy                             |
| Dale Muratori Marchetti Diagne | Tiri di rigore 3 – 5 | Bouby Demoncy Tell Monfray El Khoumisti |

| Arbitro: | Lavis |

|                            |           |            |
| Souprayen 38’ Marcelin 54’ | Marcatori | 22’ Diarra |

| Arbitro: | Rouinsard |

|                                     |           |             |
| Ben Saada 10’ Tinhan 49’ Mbeumo 66’ | Marcatori | 63’ Gastien |

| Arbitro: | Thual |

|                          |                      |                                    |
| Ba 87’                   | Marcatori            | 45’ Jallow                         |
| Ba Fortune Chouiar Gomis | Tiri di rigore 3 – 5 | Niane Gakpa Balliu Rivierez Diallo |

### Risultati
| Squadra 1      | Risultato       | Squadra 2     |
| -------------- | --------------- | ------------- |
| 28 agosto 2018 |                 |               |
| Ajaccio        | 0 - 1           | Lorient       |
| Le Havre       | 3 - 3 (6-5 dtr) | Brest         |
| Nancy          | 1 - 1 (3-5 dtr) | Orléans       |
| Auxerre        | 2 - 1           | Châteauroux   |
| Troyes         | 3 - 1           | Clermont Foot |
| Lens           | 1 - 1 (3-5 dtr) | Metz          |

## Terzo turno

### Tabellini
| Arbitro: | Thual |

|  |           |                                    |
|  | Marcatori | 58’ Coulibaly 80’ Waris 90+4’ Sala |

| Arbitro: | Ben El Hadj |

|                        |           |  |
| Fofana 13’ Liénard 82’ | Marcatori |  |

| Arbitro: | Varela |

|                                    |           |                                |
| Maolida 16’ Walter 41’, 80’ (rig.) | Marcatori | 56’ Dugimont 82’ Philippoteaux |

| Arbitro: | Rainville |

|             |           |                           |
| Rivière 70’ | Marcatori | 5’ (aut.) Niane 72’ Otero |

| Arbitro: | Rouinsard |

|                              |           |  |
| Lekhal 25’ Bonnet 30’ (rig.) | Marcatori |  |

| Arbitro: | Batta |

|  |           |          |
|  | Marcatori | 74’ Bila |

| Arbitro: | Abed |

|                                      |                      |                                           |
| Eboa Eboa Coco N'Gbakoto Fofana Blas | Tiri di rigore 3 – 2 | Kanga Capelle Bertrand Santamaria Fulgini |

| Arbitro: | Hamel |

|                       |           |            |
| Saïd 3’, 79’ Sliti 7’ | Marcatori | 50’ Khaoui |

| Arbitro: | Lavis |

|                                     |                      |                                         |
| Ojo 88’                             | Marcatori            | 62’ Tell                                |
| Chavarría Kamara Oudin Ojo Fontaine | Tiri di rigore 2 – 3 | Lecoeuche Demoncy Tell Le Tallec Cambon |

| Arbitro: | Lesage |

|                                        |                      |                               |
| Bouanga 90’                            | Marcatori            | 81’ Berić                     |
| Savanier Bobichon Bouanga Alioui Bozok | Tiri di rigore 4 – 2 | Khazri M'Vila Salibur Polomat |

### Risultati
| Squadra 1        | Risultato       | Squadra 2     |
| ---------------- | --------------- | ------------- |
| 30 ottobre 2018  |                 |               |
| Montpellier      | 0 - 3           | Nantes        |
| Strasburgo       | 2 - 0           | Lilla         |
| 31 ottobre 2018  |                 |               |
| Nizza            | 3 - 2           | Auxerre       |
| Metz             | 1 - 2           | Amiens        |
| Le Havre         | 2 - 0           | Troyes        |
| Tolosa           | 0 - 1           | Lorient       |
| Guingamp         | 0 - 0 (3-2 dtr) | Angers        |
| Digione          | 3 - 1           | Caen          |
| Stade Reims      | 1 - 1 (2-3 dtr) | Orléans       |
| 27 novembre 2018 |                 |               |
| Nîmes            | 1 - 1 (4-2 dtr) | Saint-Étienne |